# Querab

Querab = Vom Schiff aus betrachtet in Richtung rechtwinklig zur Schiffslängsachse

Querab oder dwars (niederländisch für „quer“) (englisch abeam) ist ein Begriff aus der Schifffahrt und wird auch in der Luftfahrt verwendet.
Querab bezeichnet alle Richtungen, die rechtwinklig zur Kiellinie des Schiffes (bzw. zur Längsachse des Flugzeugs), auf dem sich der Beobachter befindet, liegen. Ein Objekt (beispielsweise anderes Schiff, Seezeichen, Landmarke) ist „querab“, wenn es sich rechtwinklig zum Schiff befindet, unabhängig von der Entfernung. Man unterscheidet „backbord querab“ (links der Fahrtrichtung) und „steuerbord querab“ (rechts der Fahrtrichtung). Wird ein Objekt querab mit dem Kompass gepeilt, so liegt der Peilwert 90 Grad über oder unter dem gefahrenen Kompasskurs.

## Falsche Verwendung
Manchmal wird „auf gleicher Höhe“ fälschlicherweise gleichbedeutend verwendet wie „querab“. „Auf gleicher Höhe“ bezieht sich bei Segelschiffen aber auf die Position zueinander im Verhältnis zum wahren Wind, und dann sind Schiffe nur bei Vorwindkurs gleichzeitig „querab“ und auf „gleicher Höhe“.